# Molybdeen(IV)chloride
Molybdeen(IV)chloride is een anorganische verbinding van molybdeen, met als brutoformule MoCl4. De stof komt voor als een zwarte vaste stof, die ontleedt in water. Het is een onstabiele verbinding die snel disproportioneert.

## Synthese
Molybdeen(IV)chloride kan bereid worden door reductie van molybdeen(V)chloride met tetrachlooretheen:
{\displaystyle {\ce {2 MoCl5 + C2Cl4 -> 2 MoCl4 + C2Cl6}}}
Door reactie van molybdeen(V)chloride met acetonitril ontstaat het adduct:
{\displaystyle {\ce {2 MoCl5 + 5 CH3CN -> 2 MoCl4(CH3CN)2 + ClCH2CN + HCl}}}
Acetonitril doet in feite dienst als stabiliserend ligand en kan worden uitgewisseld voor andere liganden, zoals THF:
{\displaystyle {\ce {MoCl4(CH3CN)2 + 2 C4H8O -> MoCl4(C4H8O)2 + 2 CH3CN}}}

## Structuur
Molybdeen(IV)chloride bestaat als twee polymorfen: een polymere α-vorm en een hexamere β-vorm. Geen enkele vorm is oplosbaar in een oplosmiddel zonder dat de verbinding ontleedt. De reden hiervoor is dat de oxidatietoestand +IV een onstabiele toestand van molybdeen is.